# 麻薬取締局

紋章

アメリカ麻薬取締局（アメリカまやくとりしまりきょく、英：Drug Enforcement Administration、略称：DEA）は、アメリカ合衆国司法省に属する警察機関であり、1970年規制物質法の執行を職務とする連邦捜査機関である。1973年5月28日、時の大統領リチャード・ニクソンが設置法案に署名し創設された。連邦捜査局との競合管轄権を有するものの麻薬取締局は連邦麻薬法の国内施行に関する主導機関であり、また、国外におけるアメリカ合衆国の麻薬の捜査及び追跡に関する単独責任を有している。

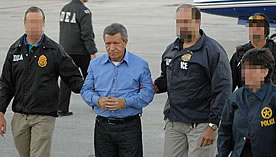
逮捕したカリ・カルテル幹部ミゲル・ロドリゲス・オレフエラを移送するDEA捜査官

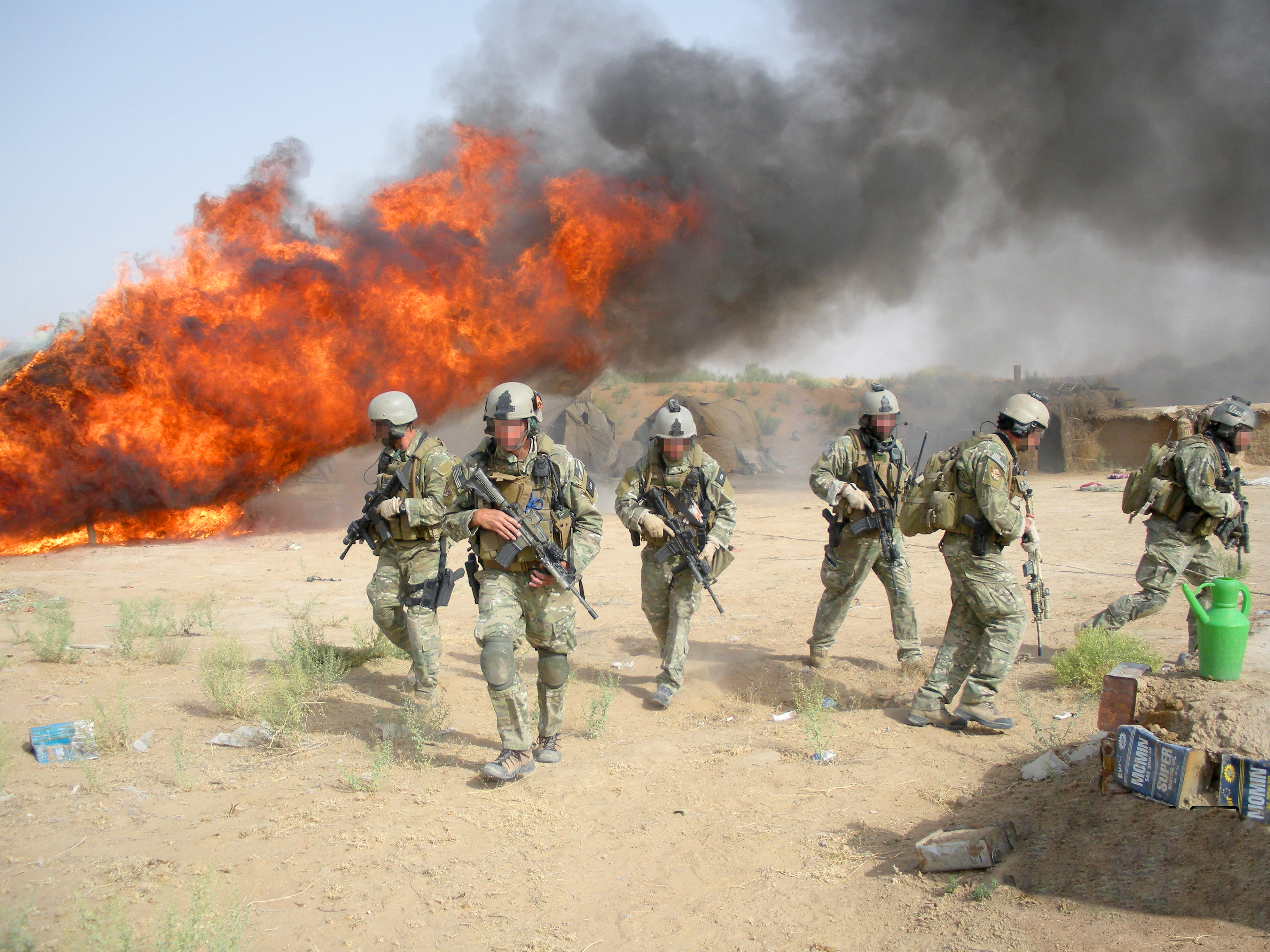
2008年にアフガニスタンで行われた対麻薬作戦（アルバトロス作戦）で押収した大麻を焼却するFAST（DEAの特殊部隊）

## 機関構成
長は、麻薬取締局長官であり、大統領が上院の助言と同意に基づき任命する。長官は司法副長官を通して、司法長官へ報告を行う。長官は副長官、作戦部長、作戦支援部、情報部及び人的資源部の各部門を統括する副長官補、首席財務官や首席顧問などにより補佐される。麻薬取締局においては長官と副局長のみが大統領により任命され、その他の職員はキャリア公務員である。麻薬取締局の本部はバージニア州アーリントンにあり、アメリカ国防総省の向かいに位置する。訓練施設である「DEA Academy」を、バージニア州クアンティコのクアンティコ海兵隊基地内に保持している。国内には12支部と237ヶ所の現場事務所を持ち、58ヶ国に80ヶ所の国外事務所を有している。20億ドル強の予算を用いて、5000人強の特別捜査官を含む11000人強の職員を雇用している。
麻薬取締局の方針により、ハードドラッグ使用歴のある応募者は選考から除外される。この審査には通常ポリグラフテストが盛り込まれる。この問題についての麻薬取締局の比較的堅固な姿勢は連邦捜査局のそれと対照的である。連邦捜査局はドラッグ使用についての雇用方針の緩和を検討している。
また、テキサス州エルパソにあるエルパソ情報センター（El Paso Intelligence Center）の共同運営を行っている。エルパソはアメリカ＝メキシコ国境が近く、この施設は麻薬および入国の執行において重要な役割を果たしている。
実動部隊として「FAST（Foreign-deployed Advisory and Support Teams 国外派遣諮問・支援チーム）」と呼ばれる特殊部隊を有している。
アルコール・タバコ・火器及び爆発物取締局でも麻薬事件を捜査することがある。

## 麻薬登録
麻薬取締局は、所定の場所における登録システムを持っている。このシステムにおいて、医療専門家、研究者、製造業者にスケジュールI薬物を利用する権限を与えている。認可された登録者には「DEA ナンバー」とよばれる番号が与えられ（日本の「医療用麻薬取扱者免許」とほぼ同等）、これはもっぱら規制薬物の追跡に用いられる。

## 流用管理システム
アメリカにおいて、麻薬乱用に関連した問題の多くは、合法的に製造された規制物質が合法的目的から不法取引へと転用されている事を原因としている。抑圧性や興奮性の薬物は、合法的な医療使用を目的として製造されたものであっても、その多くが乱用されることがあり、それゆえ、法的管理下に置かれることとなった。この法的管理の目標は、規制物質の医療への迅速な使用を確保しつつも、違法売買及び乱用目的で流通することは確実に防止することである。
この法的管理は連邦法に基づいて行われており、規制薬物の製造もしくは流通を行う事業、投薬・管理もしくは処方を許可された医療従事者、処方薬の調合を許可された薬局、これら全ては麻薬取締局に登録する必要がある。そしてこのような登録者は、薬物の保安、記録責任、規範の遵守に関して、一連の要求基準を充たさなければならない。

## DEAが登場する作品

### 映画
- レオン（ゲイリー・オールドマン演じるノーマン・スタンスフィールドはDEA捜査官）
- トラフィック
- テキーラ・サンライズ
- バッドボーイズ2バッド（ガブリエル・ユニオン演じるシドがDEA捜査官）
- 007 消されたライセンス
- 死の標的
- アメリカン・ギャングスター（DEA創立当初の捜査官リッチー・ロバーツをラッセル・クロウが演じている)
- ソードフィッシュ（ハル・ベリーがDEAの捜査官として潜入捜査している)
- ハンニバル
- 2ガンズ（デンゼル・ワシントンがDEAの捜査官）
- サボタージュ（アーノルド・シュワルツェネッガー主演の映画）
- トゥルーライズ
- デンジャラス・バディ
- ワイルド・スピード MEGA MAX
- ボーダーライン(スティーヴ・フォーシングがDEAの捜査官)
- バリー・シール/アメリカをはめた男
- 運び屋

### ドラマ
- SEAL Team
- 特捜刑事マイアミ・バイス
- ブレイキング・バッド（ディーン・ノリス演じるハンク・シュレイダーがDEA捜査官）
- 西海岸捜査ファイル グレイスランド（セリンダ・スワン演じるペイジ・アルキン他）
- NCIS 〜ネイビー犯罪捜査班
- クイーン・オブ・ザ・サウス ～女王への階段～
- ナルコス (DEAコロンビア支局を描く)
- ナルコス:メキシコ編 (DEAメキシコ支局を描く)
- HAWAII FIVE-0（シーズン8から登場するエディはDEA所属の麻薬探知犬だった）

### ビデオゲーム
- マックスペイン MAX PAYNE　MAX PAYNE2
- Total Overdose